# Svederník
Svederník (en hongrois : Szedernye) est une commune de la région de Žilina, en Slovaquie.

## Histoire
La première mention écrite du village date de 1392.

## Démographie

### Évolution de la population
| Année:               | 1994. | 2004.    | 2014.   | 2024.    |
| -------------------- | ----- | -------- | ------- | -------- |
| Nombre de personnes: | 902   | 1002     | 1048    | 1733     |
| Différence:          |       | +11,08 % | +4,59 % | +65,36 % |

| Année:               | 2023. | 2024.   |
| -------------------- | ----- | ------- |
| Nombre de personnes: | 1702  | 1733    |
| Différence:          |       | +1,82 % |